# Pont-Authou
Pont-Authou település Franciaországban, Eure megyében. Lakosainak száma 580 fő (2022. január 1.). Pont-Authou Authou, Le Bec-Hellouin, Brionne, Freneuse-sur-Risle, Glos-sur-Risle, Malleville-sur-le-Bec és Thierville községekkel határos.

## Népesség
A település népességének változása:
| Lakosok száma | 538  | 639  | 613  | 702  | 670  | 667  | 632  | 602  | 589  | 580  |
|               | 1968 | 1982 | 1990 | 2006 | 2013 | 2015 | 2017 | 2019 | 2020 | 2022 |